# Hydriomena nubilofasciata
Hydriomena nubilofasciata är en fjärilsart som beskrevs av Alpheus Spring Packard 1871. Hydriomena nubilofasciata ingår i släktet Hydriomena och familjen mätare. Inga underarter finns listade i Catalogue of Life.